# Manoscritto miscellaneo
Si definisce "miscellaneo" un manoscritto che contenga più di un'opera. 
Se nell'antichità il rotolo di papiro non era generalmente in grado di contenere un'opera intera, la quale veniva divisa su più rotoli (corrispondenti alla suddivisione in libri di un testo, come sono i 24 libri dell'Odissea o i 12 libri dell'Eneide), nel basso medioevo e nel rinascimento, un singolo manoscritto accoglie di norma più opere (che possono essere dello stesso autore o di autori diversi, possono essere legate per argomento o genere, oppure no). Negli ultimi decenni negli studi filologici si è data molta importanza ai manoscritti miscellanei come raccolte organiche, anziché semplici contenitori di testi.